# Mary Deckerová
Mary Teresa Decker, od roku 1985 Mary Slaney (* 4. srpna 1958 Bunnvale, New Jersey) je bývalá americká atletka, běžkyně na střední a dlouhé tratě, mistryně světa v bězích na 1500 a 3000 metrů z roku 1983.

## Život
Její běžecká kariéra trvala více než dvacet let. Z různých důvodů (zranění, americký bojkot moskevské olympiády v roce 1980, kolize během finálových závodů) se jí nepodařilo získat olympijskou medaili. V roce 1983 zvítězila při premiéře mistrovství světa v atletice v bězích na 1500 i 3000 metrů.

## Osobní rekordy
- 800 m – 1:56,90 (1985)
- 1500 m – 3:57,12 (1987)
- 3000 m – 8:25,83 (1985)
- 5000 m – 15:06,53 (1985)
- 10 000 m – 31:35.3 (1982)